# REN Power CZ
REN Power CZ a.s. je společnost se sídlem v Praze (do roku 2017 v Mostě), která se věnuje obnovitelným zdrojům elektrické energie. Investuje do zajištění stavby a provozu fotovoltaických elektráren, větrných elektráren, malých vodních elektráren a elektráren na biomasu nebo bioplyn. Společnost vlastnili do roku 2011 přímo Vasil Bobela a Pavel Pudil, od června 2011 pak prostřednictvím společnosti REN Power Investment B.V. registrované v Nizozemsku.

## Elektrárny
Společnost přímo či prostřednictvím dceřiných společností vlastní a provozuje tyto elektrárny:
| Název                     | Místo            | Instalovaný výkon (MW) | Typ           | Spuštění   |
| ------------------------- | ---------------- | ---------------------- | ------------- | ---------- |
| FVE Bařice                | Bařice           | 1,0                    | fotovoltaická | 2009       |
| FVE České Velenice        | České Velenice   | 1,2                    | fotovoltaická | 2009       |
| Větrný park Červený kopec | Rejchartice      | 13,8                   | větrná        | 2016       |
| VTE Habartice             | Habartice        | 4,0                    | větrná        | 2010       |
| FVE Hluk                  | Hluk             | 2,0                    | fotovoltaická | 2009       |
| FVE Miroslav              | Miroslav         | 0,6                    | fotovoltaická | 2008       |
| FVE Oslavany              | Oslavany         | 8,0                    | fotovoltaická | 2010       |
| VTE Petrovice             | Petrovice        | 4,0                    | větrná        | 2005, 2007 |
| FVE Starojická Lhota      | Starojická Lhota | 1,1                    | fotovoltaická | 2009       |
| FVE Velké Těšany          | Velké Těšany     | 6,3                    | fotovoltaická | 2010       |
| FVE Vimperk               | Vimperk          | 2,6                    | fotovoltaická | 2009       |
| FVE Zašová                | Zašová           | 9,1                    | fotovoltaická | 2010       |
| celkem                    | celkem           | 48,5                   |               |            |

Mateřská nizozemská REN Power Investment provozuje tři fotovoltaické elektrárny ve Velké Británii (celkový výkon 11 MW) a po jedné na Slovensku (výkon 1 MW) a v Itálii, dále staví větrné elektrárny o výkonu 14 MW v Polsku.